# تشدید هلمهولتز

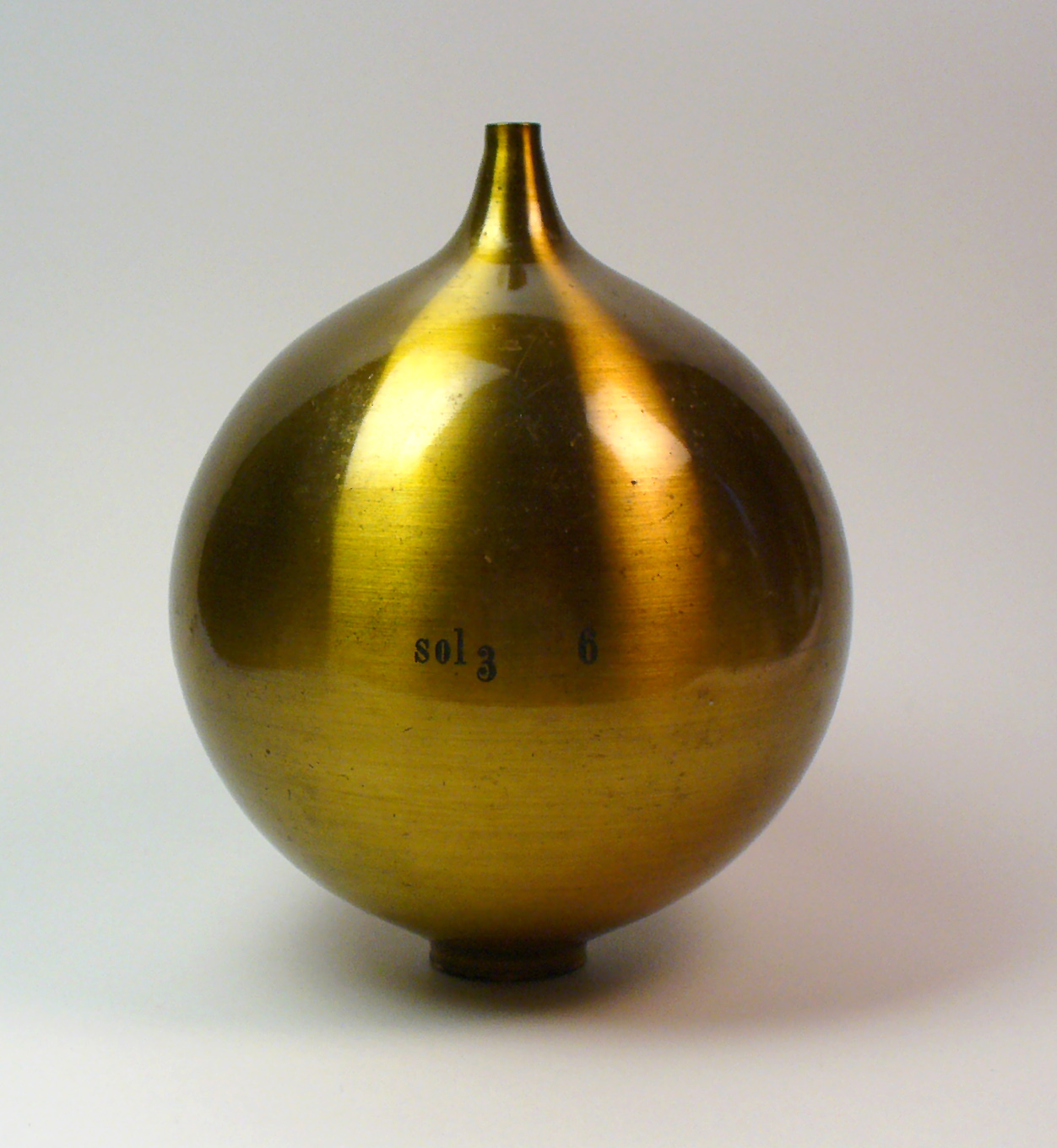
یک تشدیدگر هلمهوتز از جنس برنج، بر اساس طرح اصلی در سال ۱۸۹۰–۱۹۰۰.

تشدیدگر هلمهولتز یک لوله صوتی دو انتها باز است که هرگاه بسامد طبیعی با بسامد واداشته شده برابر باشد، بر اثر برهم نهی امواج، امواج ایستاده تشکیل می‌شود و تشدیدگر پاسخی قوی تر می‌دهد. تشدیدگر هلمهولتز توسط هلمهولتز، دانشمند آلمانی در سال ۱۸۵۰ ساخته شد. در واقع زمانی که شخصی بالای سر یک بطری خالی بدمد، گستره وسیعی از انواع بسامدها را ایجاد می‌کند که موجب تشدید هوای درون بطری می‌شود که موسوم به تشدید هلمهولتز است. هدف از ساخت تشدیدگر هلمهولتز، شناسایی فرکانس‌های مختلف یا زیر و بم‌های موسیقی و همچنین صداهای پیچیده بود.

## تاریخچه

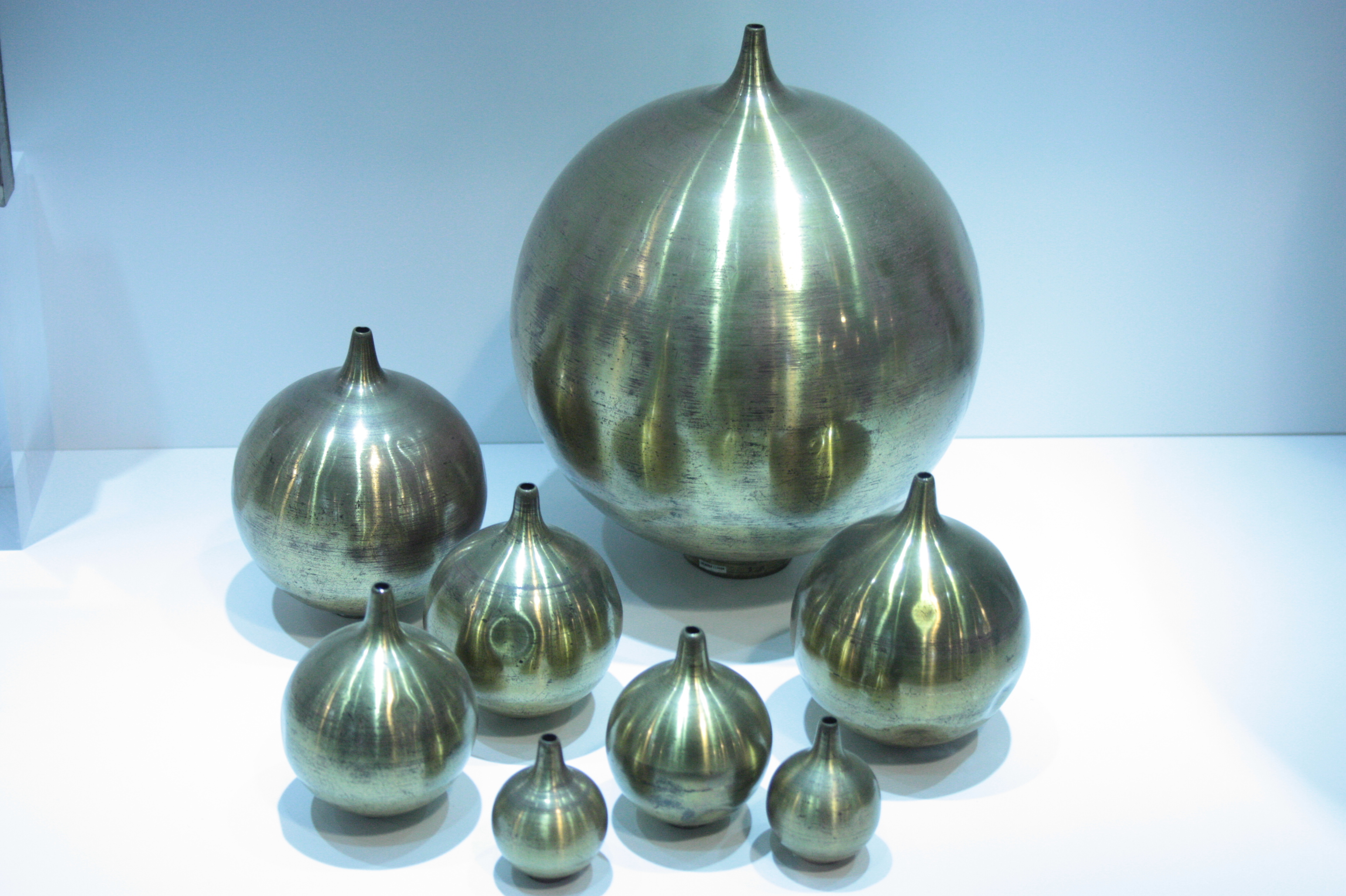
مجموعه‌ای از تشدیدگرهای همهولتز، از سال ۱۸۷۰، در موزه و گالری هنر هانترین در شهر گلاسکو

هلمهولتز در سال ۱۸۶۲ در کتاب خود، احساسات تُن در مورد دستگاهی صحبت می‌کند که می‌تواند فرکانس‌های خاص را در یک صدای پیچیده تشخیص دهد. تشدیدگر هلمهولتز، همان‌طور که امروز نیز با این نام شناخته می‌شود، از یک ظرف سخت و سفت با حجم مشخص تشکیل شده که به شکل کره به همراه یک گردن، با یک سوراخ کوچک برای دمیدن و یک سوراخ بزرگ‌تر برای انتشار صدا است. هنگامی که نوک باریک تشدیدگر در داخل گوش قرار می‌گیرد، فرکانس خاصی از صدای پیچیده را می‌توان تشخیص داد و شنید. هلمهولتز در کتابش توضیح می‌دهد: هنگامی که ما یک تشدیدگر را وارد گوش مان می‌کنیم، بیشتر صداهای تولید شده اطراف، به میزان قابل توجهی میرا می‌شوند. اما اگر صدای مناسب با فرکانس طبیعی تشدیدگر زده شود، یعنی فرکانس طبیعی با واداشته شده برابر باشد، قوی‌ترین صدا را ایجاد می‌کند. ممکن است صدای مناسب در سوت باد شنیده شود. معمولاً مجموعه ای از تشدیدگرها با اندازه‌های مختلف فروخته می‌شوند تا فیلتر صوتی برای آنالیز صداهای پیچیده استفاده شود. یک نوع قابل تنظیم وجود دارد که تشدید کننده جهانی نامیده می‌شود و از دو سیلندر تشکیل شده که یکی داخل دیگری است که می‌تواند به داخل یا خارج بلغزد و حجم حفره تغییر کند. یک مجموعه ۱۴ عددی از این تشدیدگر برای آنالیز فوریه استفاده شده‌است. ویلیام سترن یک تغییر دهنده تن ساخته که می‌تواند یک تُن با فرکانس متغیر را هنگامی توسط جریان باد در تغییر دهنده تن کنترل می‌شود را ساطع کند.
هنگامی که هوا وارد حفره می‌شود، فشار داخل آن افزایش می‌یابد. وقتی که نیروی فشاردهنده هوا از بین برود، هوا با فشار بیشتری از آن خارج می‌شود. به دلیل اینرسی (ماند) هوای متحرک، حفره در فشار کمی کمتر از بیرون رها می‌شود و باعث می‌شود هوا به داخل کشیده شود. این روند تکرار می‌شود، و پس از شروع و توقف صدا، بزرگی نوسانات فشار به صورت مجانبی افزایش و کاهش می‌یابد. گردن تشدیدگر داخل گوش قرار می‌گیرد و به شنونده اجازه می‌دهد بلندی آن را تعیین کند. توده تشدید شده هوا از طریق سوراخ دوم به حرکت در می‌آید، سوراخ بزرگتر که گردن ندارد.
شکم پایان، نوعی صدف دریایی هستند که می‌توانند نوعی تشدیدگر هلمهولتز با ضریب کیفیت پایین باشند. آنها بسیاری از فرکانس‌ها را تقویت می‌کنند که در نتیجه صداهای دریا ایجاد می‌شود.
تشدیدگر هلمهولتز صرفاً به نوعی دستگاه محدود نشده بلکه امروزه اصطلاح تشدیدکننده هلمهولتز شامل بطریی‌هایی که با دمیدن در آنها صدا تولید می‌شود نیز می‌شود. که در این مورد طول و قطر بطری نیز به فرکانس تشدید و ضریب کیفیت کمک می‌کند.
طبق یک تعریف دیگر، تشدیدگر هلمهولتز انرژی صوتی امواج عبوری از اطراف را می‌گیرد و دامنه نوسان را در محفظه موجود افزایش می‌دهد. و در تعریف دیگر، امواج صوتی توسط یک جریان هوای یکنواخت تولید می‌شوند که در بالای سطح باز یک حجم محصور جریان دارد.

## توضیحات عددی
می‌توان ثابت کرد که بسامد زاویه ای تشدید از رابطه زیر به دست می‌آید:
(ثانیه /رادیان)   {\displaystyle \omega _{H}={\sqrt {\gamma {\frac {A^{2}}{m}}{\frac {P_{0}}{V_{0}}}}}}
- گاما({\displaystyle \gamma }) در آن برابر با نسبت برابر با ضریب لاپلاس یا نسبت گرمای ویژه است. که در اینجا با توجه به مولکول‌های دو اتمی و گازهای دیگر، تقریباً برابر ۱٫۴ است.
- {\displaystyle A} برابر با سطح مقطع گردن به توان دو است که با شعاع نیز متناسب است.
- {\displaystyle M} برابر با جرم گردن است.
- {\displaystyle P_{0}} فشار داخل حفره است.
- {\displaystyle V_{0}} برابر با حجم حفره است.

برای گردن‌های استوانه ای یا مستطیل شکل ما باید سطح مقطع را از رابطه زیر حساب کنیم.
{\displaystyle A={\frac {V_{n}}{L_{eq}}}}